# کدوگو
کدوگو (به لاتین: Kédougou Region) یک منطقهٔ مسکونی در سنگال است که در سنگال واقع شده‌است. کدوگو ۱۶٬۸۰۰ کیلومتر مربع مساحت و ۱۵۲٬۱۳۴ نفر جمعیت دارد.